# Albánia oktatásügyi minisztereinek listája
Albánia oktatásügyi minisztere az 1912. december 4-én megalakult, az oktatásirányítási kérdéseket, az oktatáspolitika jogszabályi hátterét szervező albán Oktatásügyi Minisztérium (Ministria e Arsimit) és jogutódjai vezető, miniszteri rangú tisztségviselője. 2019. január 17-e óta Albánia oktatásügyi, sport- és ifjúsági minisztere Besa Shahini.

## Oktatásügyi miniszterek
Történelme során 2019-ig hatvan politikus irányította a tárcát, köztük négy nő. Összesítve Thoma Deliana (1965–1976; 3969 nap), Tefta Cami (1976–1987; 3919 nap), Manush Myftiu (1958–1965; 2694 nap), Lindita Nikolla (2013–2019; 1838 nap) és Et’hem Ruka (1997–2001; 1500 nap) voltak a leghosszabb ideig Albánia oktatásügyi minisztériumának irányítói.
A független albán állam és az Albán Fejedelemség (1912–1925)
|     | Miniszter          | Kormány                  | Hivatali idő                             | Tisztség                       |
| --- | ------------------ | ------------------------ | ---------------------------------------- | ------------------------------ |
| 1.  | Luigj Gurakuqi     | Qemali-kormány           | 1912. december 4. – 1914. január 22.     | Oktatásügyi miniszter.         |
| 2.  | Mihal Turtulli     | első Përmeti-kormány     | 1914. március 14. – 1914. május 20.      | Oktatásügyi miniszter.         |
| 2.  | Mihal Turtulli     | második Përmeti-kormány  | 1914. május 28. – 1914. szeptember 3.    | Oktatásügyi miniszter.         |
| 3.  | Luigj Gurakuqi     | harmadik Përmeti-kormány | 1918. december 25. – 1920. január 29.    | Oktatásügyi küldött.           |
| 4.  | Sotir Peci         | Delvina-kormány          | 1920. január 30. – 1920. november 14.    | Oktatásügyi miniszter.         |
| 5.  | Kristo Floqi       | első Vrioni-kormány      | 1920. november 15. – 1921. július 1.     | Oktatásügyi miniszter.         |
| 6.  | Sotir Peci         | második Vrioni-kormány   | 1921. július 11. – 1921. október 16.     | Oktatásügyi miniszter.         |
| 7.  | Hilë Mosi          | első Evangjeli-kormány   | 1921. október 16. – 1921. december 6.    | Oktatásügyi miniszter.         |
| 8.  | Haki Tefiku        | Koculi-kormány           | 1921. december 6. – 1921. december 6.    | Oktatásügyi miniszter.         |
| 9.  | Kristo Dako        | Prishtina-kormány        | 1921. december 7. – 1921. december 12.   | Oktatásügyi miniszter.         |
| 10. | Aleksandër Xhuvani | Kosturi-kormány          | 1921. december 12. – 1921. december 24.  | Oktatásügyi miniszter.         |
| 11. | Rexhep Mitrovica   | Ypi-kormány              | 1921. december 24. – 1922. december 2.   | Oktatásügyi miniszter.         |
| 11. | Rexhep Mitrovica   | első Zogu-kormány        | 1922. december 2. – 1924. február 25.    | Oktatásügyi miniszter.         |
| 12. | Koço Kota          | első Vërlaci-kormány     | 1924. március 3. – 1924. április 15.     | Ügyvivő oktatásügyi miniszter. |
| 13. | Fahri Rashiti      | első Vërlaci-kormány     | 1924. április 15. – 1924. május 27.      | Oktatásügyi miniszter.         |
| 13. | Fahri Rashiti      | harmadik Vrioni-kormány  | 1924. május 30. – 1924. június 10.       | Oktatásügyi miniszter.         |
| 14. | Stavro Vinjau      | Noli-kormány             | 1924. június 16. – 1924. augusztus 29.   | Oktatásügyi miniszter.         |
| 15. | Fan Noli           | Noli-kormány             | 1924. augusztus 29. – 1924. december 24. | Ügyvivő oktatásügyi miniszter. |
| 16. | Koço Kota          | második Zogu-kormány     | 1925. január 6. – 1925. január 31.       | Ügyvivő oktatásügyi miniszter. |

Albán Köztársaság (1925–1928)
|     | Miniszter   | Kormány                       | Hivatali idő                          | Tisztség                       |
| --- | ----------- | ----------------------------- | ------------------------------------- | ------------------------------ |
| 17. | Pjetër Poga | első köztársasági kormány     | 1925. február 1. – 1925. március 12.  | Ügyvivő oktatásügyi miniszter. |
| 18. | Xhafer Ypi  | harmadik köztársasági kormány | 1927. július 2. – 1927. október 20.   | Oktatásügyi miniszter.         |
| 18. | Xhafer Ypi  | negyedik köztársasági kormány | 1927. október 24. – 1928. május 10.   | Oktatásügyi miniszter.         |
| 18. | Xhafer Ypi  | ötödik köztársasági kormány   | 1928. május 11. – 1928. szeptember 1. | Oktatásügyi miniszter.         |

Albán Királyság (1928–1939)
|     | Miniszter        | Kormány                    | Hivatali idő                            | Tisztség                       |
| --- | ---------------- | -------------------------- | --------------------------------------- | ------------------------------ |
| 18. | Xhafer Ypi       | első Kota-kormány          | 1928. szeptember 5. – 1929. január 16.  | Oktatásügyi miniszter.         |
| 19. | Abdurraman Dibra | első Kota-kormány          | 1929. január 16. – 1930. március 5.     | Oktatásügyi miniszter.         |
| 20. | Hilë Mosi        | második Evangjeli-kormány  | 1930. március 6. – 1931. április 11.    | Oktatásügyi miniszter.         |
| 20. | Hilë Mosi        | harmadik Evangjeli-kormány | 1931. április 20. – 1932. december 7.   | Oktatásügyi miniszter.         |
| 21. | Mirash Ivanaj    | negyedik Evangjeli-kormány | 1933. január 11. – 1935. augusztus 30.  | Oktatásügyi miniszter.         |
| 22. | Dhimitër Beratti | negyedik Evangjeli-kormány | 1935. augusztus 30. – 1935. október 16. | Ügyvivő oktatásügyi miniszter. |
| 23. | Nush Bushati     | Frashëri-kormány           | 1935. október 21. – 1936. november 7.   | Oktatásügyi miniszter.         |
| 24. | Faik Shatku      | második Kota-kormány       | 1936. november 9. – 1938. május 31.     | Oktatásügyi miniszter.         |
| 25. | Abdurraman Dibra | második Kota-kormány       | 1938. május 31. – 1939. április 7.      | Oktatásügyi miniszter.         |

Albán Királyság olasz megszállás alatt (1939–1943)
|     | Miniszter       | Kormány                            | Hivatali idő                           | Tisztség                         |
| --- | --------------- | ---------------------------------- | -------------------------------------- | -------------------------------- |
| 26. | Pertef Pogoni   | Ideiglenes Közigazgatási Bizottság | 1939. április 8. – 1939. április 12.   | Oktatásügyi megbízott.           |
| 27. | Ernest Koliqi   | második Vërlaci-kormány            | 1939. április 12. – 1941. december 3.  | Oktatásügyi államtitkár.         |
| 28. | Xhevat Korça    | Kruja-kormány                      | 1941. december 3. – 1943. január 4.    | Oktatásügyi államtitkár.         |
| 29. | Ndoc Naraçi     | első Libohova-kormány              | 1943. január 18. – 1943. február 11.   | Ügyvivő oktatásügyi államtitkár. |
| 30. | Rexhep Krasniqi | Bushati-kormány                    | 1943. február 12. – 1943. április 28.  | Oktatásügyi államtitkár.         |
| 31. | Anton Kosmaçi   | második Libohova-kormány           | 1943. május 11. – 1943. július 8.      | Ügyvivő oktatásügyi államtitkár. |
| 32. | Zef Benusi      | második Libohova-kormány           | 1943. július 8. – 1943. szeptember 10. | Oktatásügyi államtitkár.         |

Albán Királyság német megszállás alatt (1943–1944)
|     | Miniszter    | Kormány                  | Hivatali idő                             | Tisztség |
| --- | ------------ | ------------------------ | ---------------------------------------- | --- |
| 33. | Bedri Pejani | első Biçakçiu-kormány    | 1943. szeptember 14. – 1943. november 4. | Oktatásügyi megbízott.                                                                                                  |
| 34. | Rrok Kolaj   | Mitrovica-kormány        | 1943. november 5. – 1944. február 7.     | Ügyvivő oktatásügyi miniszter. Más források szerint ugyanebben az időszakban Eqrem Çabej vezette az oktatásügyi tárcát. |
| 35. | Koço Muka    | Mitrovica-kormány        | 1944. február 7. – 1944. június 16.      | Oktatásügyi miniszter.                                                                                                  |
| 35. | Koço Muka    | Dine-kormány             | 1944. július 18. – 1944. augusztus 28.   | Oktatásügyi miniszter.                                                                                                  |
| 36. | Rrok Kolaj   | második Biçakçiu-kormány | 1944. szeptember 6. – 1944. október 25.  | Ügyvivő oktatásügyi miniszter.                                                                                          |

Albán Szocialista Népköztársaság (1944–1991)
|     | Miniszter          | Kormány                     | Hivatali idő                              | Tisztség                             |
| --- | ------------------ | --------------------------- | ----------------------------------------- | ------------------------------------ |
| 37. | Gjergj Kokoshi     | első Hoxha-kormány          | 1944. október 23. – 1945. január 13.      | Oktatásügyi miniszter.               |
| 38. | Kostaq Cipo        | első Hoxha-kormány          | 1945. január 13. – 1946. március 21.      | Oktatásügyi miniszter.               |
| 39. | Sejfulla Malëshova | második Hoxha-kormány       | 1946. március 22. – 1947. május 6.        | Oktatásügyi miniszter.               |
| 40. | Manol Konomi       | második Hoxha-kormány       | 1947. május 6. – 1948. február 5.         | Ideiglenes oktatásügyi miniszter.    |
| 41. | Naxhije Dume       | második Hoxha-kormány       | 1948. február 6. – 1948. október 1.       | Oktatásügyi miniszter.               |
| 41. | Naxhije Dume       | harmadik Hoxha-kormány      | 1948. október 2. – 1948. november 22.     | Oktatásügyi miniszter.               |
| 42. | Kahreman Ylli      | negyedik Hoxha-kormány      | 1948. november 23. – 1949. november 16.   | Oktatásügyi miniszter.               |
| 42. | Kahreman Ylli      | ötödik Hoxha-kormány        | 1949. november 17. – 1950. július 4.      | Oktatásügyi miniszter.               |
| 42. | Kahreman Ylli      | hatodik Hoxha-kormány       | 1950. július 5. – 1951. szeptember 5.     | Oktatásügyi miniszter.               |
| 42. | Kahreman Ylli      | hetedik Hoxha-kormány       | 1951. szeptember 6. – 1952. április 9.    | Oktatásügyi miniszter.               |
| 43. | Bedri Spahiu       | nyolcadik Hoxha-kormány     | 1952. április 10. – 1953. július 31.      | Oktatásügyi miniszter.               |
| 43. | Bedri Spahiu       | kilencedik Hoxha-kormány    | 1953. augusztus 1. – 1954. július 19.     | Oktatásügyi és művelődési miniszter. |
| 43. | Bedri Spahiu       | első Shehu-kormány          | 1954. július 20. – 1955. június 5.        | Oktatásügyi és művelődési miniszter. |
| 43. | Bedri Spahiu       | második Shehu-kormány       | 1955. június 6. – 1955. június 21.        | Oktatásügyi és művelődési miniszter. |
| 44. | Ramiz Alia         | második Shehu-kormány       | 1955. június 21. – 1956. június 3.        | Oktatásügyi és művelődési miniszter. |
| 44. | Ramiz Alia         | harmadik Shehu-kormány      | 1956. június 4. – 1958. február 2.        | Oktatásügyi és művelődési miniszter. |
| 45. | Manush Myftiu      | negyedik Shehu-kormány      | 1958. február 6. – 1958. június 21.       | Oktatásügyi és művelődési miniszter. |
| 45. | Manush Myftiu      | ötödik Shehu-kormány        | 1958. június 22. – 1962. július 16.       | Oktatásügyi és művelődési miniszter. |
| 45. | Manush Myftiu      | hatodik Shehu-kormány       | 1962. július 17. – 1965. június 22.       | Oktatásügyi és művelődési miniszter. |
| 46. | Thoma Deliana      | hetedik Shehu-kormány       | 1965. június 23. – 1966. március 16.      | Oktatásügyi miniszter.               |
| 46. | Thoma Deliana      | nyolcadik Shehu-kormány     | 1966. március 17. – 1966. szeptember 13.  | Oktatásügyi és művelődési miniszter. |
| 46. | Thoma Deliana      | kilencedik Shehu-kormány    | 1966. szeptember 14. – 1970. november 18. | Oktatásügyi és művelődési miniszter. |
| 46. | Thoma Deliana      | tizedik Shehu-kormány       | 1970. november 19. – 1974. október 28.    | Oktatásügyi és művelődési miniszter. |
| 46. | Thoma Deliana      | tizenegyedik Shehu-kormány  | 1974. október 28. – 1976. május 3.        | Oktatásügyi és művelődési miniszter. |
| 47. | Tefta Cami         | tizenegyedik Shehu-kormány  | 1976. május 3. – 1976. november 11.       | Oktatásügyi és művelődési miniszter. |
| 47. | Tefta Cami         | tizenkettedik Shehu-kormány | 1976. november 12. – 1978. december 26.   | Oktatásügyi és művelődési miniszter. |
| 47. | Tefta Cami         | tizenharmadik Shehu-kormány | 1978. december 27. – 1981. december 18.   | Oktatásügyi és művelődési miniszter. |
| 47. | Tefta Cami         | első Çarçani-kormány        | 1982. január 15. – 1982. november 23.     | Oktatásügyi és művelődési miniszter. |
| 47. | Tefta Cami         | második Çarçani-kormány     | 1982. november 23. – 1987. február 19.    | Oktatásügyi és művelődési miniszter. |
| 48. | Skënder Gjinushi   | harmadik Çarçani-kormány    | 1987. február 10. – 1989. február 1.      | Oktatásügyi miniszter.               |
| 48. | Skënder Gjinushi   | negyedik Çarçani-kormány    | 1989. február 2. – 1990. július 7.        | Oktatásügyi miniszter.               |
| 48. | Skënder Gjinushi   | ötödik Çarçani-kormány      | 1990. július 8. – 1990. december 22.      | Oktatásügyi miniszter.               |
| 48. | Skënder Gjinushi   | hatodik Çarçani-kormány     | 1990. december 22. – 1991. február 21.    | Oktatásügyi miniszter.               |

Albán Köztársaság (1991–)
|     | Miniszter       | Kormány                 | Hivatali idő                               | Tisztség                                   |
| --- | --------------- | ----------------------- | ------------------------------------------ | ------------------------------------------ |
| 49. | Kastriot Islami | első Nano-kormány       | 1991. február 22. – 1991. május 10.        | Oktatásügyi miniszter.                     |
| 50. | Maqo Lakrori    | második Nano-kormány    | 1991. május 11. – 1991. június 4.          | Oktatásügyi miniszter.                     |
| 50. | Maqo Lakrori    | Bufi-kormány            | 1991. június 11. – 1991. december 6.       | Oktatásügyi miniszter.                     |
| 51. | Alfred Pema     | Ahmeti-kormány          | 1991. december 18. – 1992. április 13.     | Oktatásügyi miniszter.                     |
| 52. | Ylli Vejsiu     | első Meksi-kormány      | 1992. április 13. – 1993. április 6.       | Oktatásügyi miniszter.                     |
| 53. | Xhezair Teliti  | első Meksi-kormány      | 1993. április 6. – 1993. augusztus 6.      | Oktatásügyi miniszter.                     |
| 53. | Xhezair Teliti  | második Meksi-kormány   | 1993. augusztus 7. – 1994. december 3.     | Oktatásügyi miniszter.                     |
| 53. | Xhezair Teliti  | harmadik Meksi-kormány  | 1994. december 4. – 1996. július 10.       | Oktatásügyi miniszter.                     |
| 54. | Edmond Lulja    | negyedik Meksi-kormány  | 1996. július 11. – 1997. március 1.        | Oktatásügyi és sportminiszter.             |
| 55. | Luan Skuqi      | Fino-kormány            | 1997. március 11. – 1997. július 24.       | Oktatásügyi és sportminiszter.             |
| 56. | Et’hem Ruka     | harmadik Nano-kormány   | 1997. július 25. – 1998. április 23.       | Oktatásügyi és tudományos miniszter.       |
| 56. | Et’hem Ruka     | negyedik Nano-kormány   | 1998. április 24. – 1998. szeptember 28.   | Oktatásügyi és tudományos miniszter.       |
| 56. | Et’hem Ruka     | első Majko-kormány      | 1998. október 2. – 1999. október 25.       | Oktatásügyi miniszter.                     |
| 56. | Et’hem Ruka     | első Meta-kormány       | 1999. október 28. – 2001. szeptember 6.    | Oktatásügyi és tudományos miniszter.       |
| 57. | Ben Blushi      | második Meta-kormány    | 2001. szeptember 6. – 2002. január 29.     | Oktatásügyi és tudományos miniszter.       |
| 58. | Luan Memushi    | második Majko-kormány   | 2002. február 22. – 2002. július 25.       | Oktatásügyi és tudományos miniszter.       |
| 58. | Luan Memushi    | ötödik Nano-kormány     | 2002. július 29. – 2003. december 29.      | Oktatásügyi miniszter.                     |
| 58. | Luan Memushi    | hatodik Nano-kormány    | 2003. december 29. – 2005. szeptember 10.  | Oktatásügyi miniszter.                     |
| 59. | Genc Pollo      | első Berisha-kormány    | 2005. szeptember 10. – 2008. július 28.    | Oktatásügyi és tudományos miniszter.       |
| 60. | Fatos Beja      | első Berisha-kormány    | 2008. július 28. – 2009. szeptember 8.     | Oktatásügyi és tudományos miniszter.       |
| 61. | Myqerem Tafaj   | második Berisha-kormány | 2009. szeptember 9. – 2013. szeptember 10. | Oktatásügyi és tudományos miniszter.       |
| 62. | Lindita Nikolla | első Rama-kormány       | 2013. szeptember 15. – 2017. május 22.     | Oktatásügyi és sportminiszter.             |
| 63. | Mirela Karabina | első Rama-kormány       | 2017. május 22. – 2017. augusztus 27.      | Oktatásügyi és sportminiszter.             |
| 64. | Lindita Nikolla | második Rama-kormány    | 2017. szeptember 13. – 2019. január 17.    | Oktatásügyi, sport- és ifjúsági miniszter. |
| 65. | Besa Shahini    | második Rama-kormány    | 2019. január 17. –                         | Oktatásügyi, sport- és ifjúsági miniszter. |

## Felsőoktatási miniszterek
Albán Köztársaság (1996–1997)
|    | Miniszter        | Kormány                | Hivatali idő                         | Tisztség                                        |
| -- | ---------------- | ---------------------- | ------------------------------------ | ----------------------------------------------- |
| 1. | Besnik Gjongecaj | negyedik Meksi-kormány | 1996. július 11. – 1997. március 1.  | Felsőoktatási és tudományos kutatási miniszter. |
| 2. | Myqerem Tafaj    | Fino-kormány           | 1997. március 11. – 1997. július 24. | Felsőoktatási és tudományos kutatási miniszter. |